# کانگ نا اون
کانگ نا اون (کره‌ای: 강나언؛ زادهٔ ۱۵ آوریل ۲۰۰۱) بازیگر اهل کره جنوبی است. او حرفهٔ خود را با بازی در مجموعه تلویزیونی کور (۲۰۲۲) آغاز کرد. او بیشتر به خاطر ایفای نقش در دوره فشرده عاشقانه (۲۰۲۳) و بازی هرم (۲۰۲۴) شناخته می‌شود.

## فیلم‌شناسی

### مجموعه تلویزیونی
| سال  | عنوان                                 | نقش         | توضیحات | منابع |
| ---- | ------------------------------------- | ----------- | ------- | ----- |
| ۲۰۲۲ | کور                                   | کوان یو نا  |         | [ ۲ ] |
| ۲۰۲۳ | دوره فشرده عاشقانه                    | بانگ سو آه  |         | [ ۳ ] |
| ۲۰۲۳ | افسانه نه دم ۱۹۳۸                     | گوک هی      |         | [ ۴ ] |
| ۲۰۲۳ | درامای ویژه کی‌بی‌اس: «هرکسی در هر کجا» | کانگ مین جو | فصل ۱۴  | [ ۵ ] |
| ۲۰۲۴ | عروسی غیرممکن                         | یو جونگ هی  |         | [ ۶ ] |
| ۲۰۲۴ | بازی هرم                              | ایم یه رین  |         | [ ۷ ] |